# Gliese 829
Gliese 829 is een spectroscopische dubbelster met een spectraalklasse van M3.0Ve. De ster bevindt zich 22,11 lichtjaar van de zon.